# HAL 9000
HAL 9000 (angleško: Heuristically programmed ALgorithmic computer) je izmišljena umetna inteligenca, ki nastopa kot glavni antagonist v Vesoljski odiseji, romanu britanskega pisatelja Arthurja Clarka. 
HAL 9000 je najzmogljivejši superračunalnik na svetu, ki v Vesoljski odiseji vodi odpravo plovila Discovery One. S člani posadke se lahko tudi pogovarja. Znanstveniki so nanj naložili strogo zaupne podatke o stiku z zunajzemeljsko civilizacijo, ki bi jih članom posadke lahko posredoval šele, ko bi prispeli do Jupitra. To povzroči konflikt z njegovo splošno direktivo, po kateri mora natančno prenašati vse podatke, konflikt pa razreši tako, da se nameni pobiti vso posadko – na ta način mu ne bi bilo treba več lagati.
Če vsako črko imena HAL nadomestimo z naslednjo v abecedi, dobimo IBM. HAL 9000 je v filmu zelo podoben IBM-u 9000. Večinoma ima podobo optičnega objektiva z rumeno ali rdeče svetlečo piko v sredini, vdelanega v steno, glas pa mu je v prvih dveh filmih posodil Douglas Rain.